# Président de la Chambre des représentants de Thaïlande
Pour des articles plus généraux, voir Assemblée nationale (Thaïlande) et Chambre des représentants (Thaïlande).
En Thaïlande, le président de la Chambre des représentants (thaï : ประธานสภาผู้แทนราษฎรไทย, RTGS : Prathan Sapha Phuthaen Ratsadon) préside la chambre basse de l'Assemblée nationale. 

## Rôle
La Constitution (de 2017, dernière en date) stipule que le président de la Chambre des représentants est le président, d'office, de l'Assemblée nationale, parlement bicaméral du pays. 
Il se voit confier certains pouvoirs législatifs, son rôle principal étant de garantir le suivi de tout le processus législatif. Il est assisté de deux vice-présidents, qui peuvent le remplacer lors des séances. 
Au niveau constitutionnel, il peut notamment lui être demandé d'apposer son nom sur des décrets officiels, tel que la nomination du Premier ministre ou encore celle du chef de l'opposition au sein de la Chambre par le monarque.
Il peut aussi demander à pourvoir un poste vacant de député de liste de parti, en soumettant un nom figurant sur cette même liste présentée lors des élections, pour qu'ainsi la personne puisse être promue au rang de membre de la Chambre et ainsi être officiellement investie par un décret dans la Gazette royale. 

## Liste des présidents de la Chambre des représentants de Thaïlande
| Nom (Circonscription)                                                                                        | Nom (Circonscription)                    | Nom (Circonscription)                     | Dates du mandat | Durée                                                                    | Parti              | Législature (élection)                   | Fonction supplémentaire                       |
| --- | ---------------------------------------- | ----------------------------------------- | --- | ------------------------------------------------------------------------ | ------------------ | ---------------------------------------- | --------------------------------------------- |
| 1 |                                          | Sanan Thephasadin na Ayutthaya            | 28 juin 1932 1er septembre 1932 | 2 mois et 4 jours                                                        | SE                 | Provisoire                               | Oui (président de l'Assemblée nationale)      |
| 2 |                                          | Dan Bunnag                                | 2 septembre 1932 10 décembre 1933 | 1 an, 3 mois et 8 jours                                                  | SE                 | Provisoire                               | Oui (président de l'Assemblée nationale)      |
| – |                                          | Sanan Thephasadin na Ayutthaya            | 15 décembre 1933 26 février 1934 | 2 mois et 11 jours                                                       | SE                 | 1re (1933)                               | Oui (président de l'Assemblée nationale)      |
| 3 |                                          | Krasae Prawahanawin                       | 26 février 1934 22 septembre 1934 | 6 mois et 27 jours                                                       | SE                 | 1re (1933)                               | Oui (président de l'Assemblée nationale)      |
| 4 |                                          | Chit na Songkhla                          | 22 septembre 1934 31 juillet 1936 (réélections : 17 décembre 1934, 2 août 1935)                                                                   | 1 an, 10 mois et 9 jours                                                 | SE                 | 1re (1933)                               | Oui (président de l'Assemblée nationale)      |
| 4 | Oui (président de l'Assemblée nationale) | Chit na Songkhla                          | 22 septembre 1934 31 juillet 1936 (réélections : 17 décembre 1934, 2 août 1935)                                                                   | 1 an, 10 mois et 9 jours                                                 | SE                 | 1re (1933)                               |                                               |
| 4 | Oui (président de l'Assemblée nationale) | Chit na Songkhla                          | 22 septembre 1934 31 juillet 1936 (réélections : 17 décembre 1934, 2 août 1935)                                                                   | 1 an, 10 mois et 9 jours                                                 | SE                 | 1re (1933)                               |                                               |
| 5 |                                          | Plod Wichian na Songkhla                  | 3 août 1936 24 juin 1943 (réélections : 10 décembre 1937, 28 juin 1938, 12 décembre 1938, 28 juin 1939, 29 juin 1940, 30 juin 1941, 27 juin 1942) | 6 ans, 10 mois et 21 jours                                               | SE                 | 1re (1933)                               | Oui (président de l'Assemblée nationale)      |
| 5 | 2e (1937)                                | Plod Wichian na Songkhla                  | 3 août 1936 24 juin 1943 (réélections : 10 décembre 1937, 28 juin 1938, 12 décembre 1938, 28 juin 1939, 29 juin 1940, 30 juin 1941, 27 juin 1942) | 6 ans, 10 mois et 21 jours                                               | SE                 | Non                                      |                                               |
| 5 | 3e (1938)                                | Plod Wichian na Songkhla                  | 3 août 1936 24 juin 1943 (réélections : 10 décembre 1937, 28 juin 1938, 12 décembre 1938, 28 juin 1939, 29 juin 1940, 30 juin 1941, 27 juin 1942) | 6 ans, 10 mois et 21 jours                                               | SE                 | Non                                      |                                               |
| – | 3e (1938)                                |                                           | Krasae Prawahanawin | 6 juillet 1943 24 juin 1944                                              | SE                 | 11 mois et 18 jours                      | Non                                           |
| – | 3e (1938)                                |                                           | Plod Wichian na Songkhla | 2 juillet 1944 3 juin 1946 (réélections : 29 juin 1945, 25 janvier 1946) | SE                 | 1 an, 11 mois et 1 jour                  | Non                                           |
| – | 4e (1946)                                | Non                                       | Plod Wichian na Songkhla | 2 juillet 1944 3 juin 1946 (réélections : 29 juin 1945, 25 janvier 1946) | SE                 | 1 an, 11 mois et 1 jour                  |                                               |
| 6 | 4e (1946)                                |                                           | Kasem Bunsri | 4 juin 1946 10 mai 1947                                                  | 11 mois et 6 jours | DEM                                      | Non                                           |
| 7 | 4e (1946)                                |                                           | Phueng Srichan | 13 mai 1947 8 novembre 1947                                              | 5 mois et 26 jours | PU                                       | Non                                           |
| – |                                          | Kasem Bunsri                              | 20 février 1948 14 juin 1949 | 1 an, 3 mois et 25 jours                                                 | DEM                | 5e (1948)                                | Non                                           |
| 8 |                                          | Pian Taitilanon                           | 15 juin 1949 29 novembre 1951 | 2 ans, 5 mois et 14 jours                                                | SE                 | 5e (1948)                                | Non                                           |
| 9 |                                          | Phuk Mahadilok                            | 1er décembre 1951 20 septembre 1957 (réélections : 21 mars 1952, 26 juin 1952, 30 juin 1955, 28 juin 1956, 16 mars 1957)                          | 6 ans, 8 mois et 19 jours                                                | SE                 | 6e                                       | Oui (président de l'Assemblée nationale)      |
| 9 | 7e (1952)                                | Phuk Mahadilok                            | 1er décembre 1951 20 septembre 1957 (réélections : 21 mars 1952, 26 juin 1952, 30 juin 1955, 28 juin 1956, 16 mars 1957)                          | 6 ans, 8 mois et 19 jours                                                | SE                 | Oui (président de l'Assemblée nationale) |                                               |
| 9 | 8e (fév. 1957)                           | Phuk Mahadilok                            | 1er décembre 1951 20 septembre 1957 (réélections : 21 mars 1952, 26 juin 1952, 30 juin 1955, 28 juin 1956, 16 mars 1957)                          | 6 ans, 8 mois et 19 jours                                                | SE                 | Oui (président de l'Assemblée nationale) |                                               |
| 10 |                                          | Suthi Sukhawadi                           | 20 septembre 1957 14 décembre 1957 | 2 mois et 24 jours                                                       | SE                 | –                                        | Oui (président de l'Assemblée nationale)      |
| – |                                          | Phuk Mahadilok                            | 15 décembre 1957 20 octobre 1958 | 10 mois et 5 jours                                                       | SE                 | 9e (déc. 1957)                           | Oui (président de l'Assemblée nationale)      |
| Remplacés par une Assemblée constituante, les deux chambres ne siègent plus jusqu'en 1969.                   |                                          |                                           | |                                                                          |                    |                                          |                                               |
| 11 |                                          | Siri Siriyothin (1re de Chonburi)         | 10 février 1969 17 novembre 1971 | 2 ans, 9 mois et 7 jours                                                 | PTU                | 10e (1969)                               | Oui (vice-président de l'Assemblée nationale) |
| Remplacés par une Assemblée nationale législative, les deux chambres ne siègent plus jusqu'en 1975.          |                                          |                                           | |                                                                          |                    |                                          |                                               |
| 12 |                                          | Prasit Kanchanawat (1re de Chachoengsao)  | 7 février 1975 12 janvier 1976 | 11 mois et 5 jours                                                       | NS                 | 11e (1975)                               | Oui (président de l'Assemblée nationale)      |
| 13 |                                          | Uthai Pimchaichon (1re de Chonburi)       | 19 avril 1976 6 octobre 1976 | 5 mois et 17 jours                                                       | DEM                | 12e (1976)                               | Oui (président de l'Assemblée nationale)      |
| Remplacés par un Comité national de réforme administrative, les deux chambres ne siègent plus jusqu'en 1979. |                                          |                                           | |                                                                          |                    |                                          |                                               |
| 14 |                                          | Boonteng Thongsawat (2e de Lampang)       | 9 mai 1979 19 mars 1983 | 3 ans, 10 mois et 10 jours                                               | AS                 | 13e (1979)                               | Oui (vice-président de l'Assemblée nationale) |
| – |                                          | Uthai Pimchaichon (1re de Chonburi)       | 27 avril 1983 1er mai 1986 | 3 ans et 4 jours                                                         | PG                 | 14e (1983)                               | Oui (vice-président de l'Assemblée nationale) |
| 15 |                                          | Chuan Likphai (1re de Trang)              | 4 août 1986 29 avril 1988 | 1 an, 8 mois et 25 jours                                                 | DEM                | 15e (1986)                               | Oui (vice-président de l'Assemblée nationale) |
| 16 |                                          | Panja Kaesonthong (1re de Phetchabun)     | 3 août 1988 23 février 1991 | 2 ans, 6 mois et 20 jours                                                | NT                 | 16e (1988)                               | Oui (vice-président de l'Assemblée nationale) |
| 17 |                                          | Athit Urairat (1re de Phetchabun)         | 3 avril 1992 30 juin 1992 | 2 mois et 27 jours                                                       | UJ                 | 17e (mar. 1992)                          | Oui (vice-président de l'Assemblée nationale) |
| 18 |                                          | Marut Bunnag (2e de Bangkok)              | 22 septembre 1992 19 mai 1995 | 2 ans, 7 mois et 27 jours                                                | DEM                | 18e (sept. 1992)                         | Oui (président de l'Assemblée nationale)      |
| 19 |                                          | Boon-uea Prasertsuwan (1re de Suphanburi) | 11 juillet 1995 27 septembre 1996 | 1 an, 2 mois et 16 jours                                                 | NT                 | 19e (1995)                               | Oui (président de l'Assemblée nationale)      |
| 20 |                                          | Wan Muhamad Noor Matha (1re de Yala)      | 24 novembre 1996 27 juin 2000 | 3 ans, 7 mois et 3 jours                                                 | NA                 | 20e (1996)                               | Oui (président de l'Assemblée nationale)      |
| 21 |                                          | Pichai Rattakul (6e de Bangkok)           | 30 juin 2000 9 novembre 2000 | 4 mois et 10 jours                                                       | DEM                | 20e (1996)                               | Oui (président de l'Assemblée nationale)      |
| – |                                          | Uthai Pimchaichon                         | 6 février 2001 5 janvier 2005 | 3 ans, 10 mois et 30 jours                                               | TRT                | 21e (2001)                               | Oui (président de l'Assemblée nationale)      |
| 22 |                                          | Phokin Phonkul                            | 8 mars 2005 24 février 2006 | 11 mois et 16 jours                                                      | TRT                | 22e (2005)                               | Oui (président de l'Assemblée nationale)      |
| Remplacés par une Assemblée nationale législative, les deux chambres ne siègent plus jusqu'en 2008.          |                                          |                                           | |                                                                          |                    |                                          |                                               |
| 23 |                                          | Yongyut Tiyapairat                        | 24 janvier 2008 30 avril 2008 | 3 mois et 6 jours                                                        | PP                 | 23e (2007)                               | Oui (président de l'Assemblée nationale)      |
| 24 |                                          | Chai Chidchob                             | 15 mai 2008 10 mai 2011 | 2 ans, 11 mois et 25 jours                                               | PP puis FT         | 23e (2007)                               | Oui (président de l'Assemblée nationale)      |
| 25 |                                          | Somsak Kiatsuranon (6e de Khon Kaen)      | 2 août 2011 9 décembre 2013 | 2 ans, 4 mois et 7 jours                                                 | PT                 | 24e (2011)                               | Oui (président de l'Assemblée nationale)      |
| Remplacés par une Assemblée nationale législative, les deux chambres ne siègent plus jusqu'en 2019.          |                                          |                                           | |                                                                          |                    |                                          |                                               |
| – |                                          | Chuan Likphai                             | 28 mai 2019 20 mars 2023 | 3 ans, 9 mois et 20 jours                                                | DEM                | 25e (2019)                               | Oui (président de l'Assemblée nationale)      |
| – |                                          | Wan Muhamad Noor Matha                    | depuis le 5 juillet 2023 | 1 an, 8 mois et 9 jours                                                  | PCC                | 26e (2023)                               | Oui (président de l'Assemblée nationale)      |